# Canton de Lyon-VI
Le canton de Lyon-VI est une ancienne division administrative française, située dans le département du Rhône en région Rhône-Alpes.

## Composition
- Le canton de la Guillotière comprenait les communes de La Guillotière, Villeurbanne, Vaux (Vaulx-en-Velin), Bron et Vénissieux. Ces quatre communes ont été détachées du département de l'Isère en 1852 (décret du 24 mars 1852).

- Le canton de Lyon-VI correspondait à la partie septentrionale du 6e arrondissement de Lyon, au nord des rues de Sèze, Curie, Juliette Récamier et des Émeraudes. Il comprenait la partie nord du quartier des Brotteaux, le parc de la Tête d'Or et la Cité internationale.

## Histoire
- Le canton de La Guillotière, créé en 1843 (loi du 24 juillet 1843), disparait en 1854.
- Le canton de Lyon 7 est créé en 1854 (loi du 22 juin 1854), dédoublement du canton de La Guillotière.
- Le canton de Lyon 7 est renommé canton de Lyon-VI par le décret du 28 février 2000.
- Il disparaît le 1er janvier 2015 avec la création de la métropole de Lyon.

## Représentation

### Conseillers généraux de l'ancien canton de La Guillotière (de 1843 à 1854)
| Période                                  | Période          | Identité                          | Étiquette              | Qualité |
| ---------------------------------------- | ---------------- | --------------------------------- | ---------------------- | --- |
| Les données manquantes sont à compléter. |                  |                                   |                        | |
| 1843                                     | 1844 (démission) | Jean-Jacques Desprez              | Majorité ministérielle | Avocat à la Cour royale de Lyon Député (1845-1848)                                                                                                  |
| 1844                                     | 1848             | Jacques Bernard (1795-1890)       | Orléaniste             | Négociant, collectionneur d’art, fondateur de musée Maire de La Guillotière (1840-1848) Conseiller municipal de Lyon (1852-1870)                    |
| 1848                                     | 1852             | Jean-Baptiste Grinand (1814-1885) | Républicain            | Propriétaire, tisseur, devenu instituteur et herboriste Conseiller municipal de Lyon Elu en 1871 dans le Canton de Lyon-VIII                        |
| 1852                                     | 1854             | François Barthélemy Arlès-Dufour  | Saint-simonien         | Négociant, commissionnaire en soieries ancien adjoint au Maire de Lyon Ancien conseiller municipal de La Guillotière Cofondateur du Crédit Lyonnais |

### Conseillers généraux de Lyon-VII de 1854 à 2014
| Période                                  | Période          | Identité                         | Étiquette                   | Qualité |
| ---------------------------------------- | ---------------- | -------------------------------- | --------------------------- | --- |
| Les données manquantes sont à compléter. |                  |                                  |                             | |
| 1854                                     | 1867             | François Barthélemy Arlès-Dufour | Saint-simonien              | Négociant, commissionnaire en soieries ancien adjoint au Maire de Lyon Ancien conseiller municipal de La Guillotière Cofondateur du Crédit Lyonnais                                                                                          |
| 1867                                     | 1871             | Frédéric Morin                   | Libéral                     | Homme de lettres, journaliste, professeur de philosophie |
| 1871                                     | 1876 (décès)     | Charles Perret (1816-1876)       | Républicain radical         | Teneur de livres, rue Romarin à Lyon |
| 1876                                     | 1883             | Joseph-Paul Ferrer (1827-1885)   | Républicain                 | Ancien colonel de la Légion du Rhône, conseiller municipal de Lyon |
| 1883                                     | 1889 (démission) | Pierre Milleron                  | Socialiste anti-boulangiste | Ouvrier dans une soierie puis négociant rue Dumenge, Lyon Ancien conseiller général du Canton de Lyon-III |
| 1890                                     | 1901             | Albert Bouffier                  | Républicain                 | Industriel (tissage sur soie) Sénateur (1897-1909) Président du conseil général (1893-1895) Premier adjoint au Maire de Lyon |
| 1901                                     | 1913             | Pierre Robin                     | Rad.                        | Adjoint au maire du 6ème arrondissement de Lyon (1900-1903) |
| 1914                                     | 1919             | Julien Barbero                   | Rad.                        | Pharmacien Adjoint au maire du 6ème arrondissement de Lyon (1908-1935) |
| 1919                                     | 1928             | Étienne Fougère                  | RG                          | Fabricant de soieries Conseiller municipal de Lyon Député de la Loire (1928-1932) |
| 1928                                     | 1940             | Eugène Mansuy (1878-1966)        | RG                          | Négociant en faïence Adjoint au maire de Lyon (1935-1941) Président de la Foire de Lyon |
|                                          |                  |                                  |                             | |
| 1945                                     | 1949             | Albert Vallet (1900-1976)        | Rad. puis RPF               | Ancien résistant FFI, Lyon |
| 1949                                     | 1961             | Guy Jarrosson                    | PRL puis CNI                | Agent de change à la Bourse de Lyon Député (1958-1962) Conseiller municipal de Lyon (1947-1977) |
| 1961                                     | 1992             | Louis Chaîne (1917-2012)         | MRP puis CDP puis UDF-CDS   | Notaire à Lyon Président de l'Union Internationale du Notariat |
| 1992                                     | 2004             | André Bourgogne (1926-2014)      | RPR                         | Engagé Volontaire dans la Résistance (1943-1944) Industriel (1950-1983) Maire du 3e arrondissement (1989-1995) Vice-Président de la Communauté Urbaine de Lyon - Voirie (1989-1995) Adjoint au Maire de Lyon - Affaires Sociales (1995-2001) |
| 2004                                     | 2011             | Dominique Perben                 | UMP                         | Sous-Préfet Député du Rhône (2007-2012) Premier vice-président du conseil général |
| 2011                                     | 2014             | Jean-Jacques David               | DVD-UDI                     | Directeur de travaux dans le bâtiment Maire du 6e arrondissement de Lyon (2008-2014) |

### Conseillers d'arrondissement de Lyon-VII (de 1854 à 1940)
| Période                                  | Période      | Identité                   | Étiquette           | Qualité |
| ---------------------------------------- | ------------ | -------------------------- | ------------------- | --- |
|                                          |              |                            |                     | |
| 1877                                     | 1883         | Antoine Bally              | Républicain         | |
| 1883                                     | 1895         | M. Fournier                | Républicain radical | |
| 1895                                     | 1898         | M. Fontaine                | Républicain         | Professeur à la faculté de lettres                                                                          |
| 1898                                     | 1904         | Frédéric Robin (1855-1935) | Républicain Radical | Avocat, Premier adjoint au maire de Lyon                                                                    |
| 1904                                     | 1910         | M. Doublier                | SFIO puis Radical   | Ouvrier tisseur à Lyon, conseiller prud'homme                                                               |
| 1910                                     | 1914         | Maurice Piaton (1853-1917) | Soc.ind.            | Ingénieur civil des Mines, conseiller municipal de Lyon                                                     |
| 28 juin 1914*                            | 1917 (décès) | Maurice Piaton             | PRS                 | Ingénieur civil des Mines, conseiller municipal de Lyon                                                     |
| 1917                                     | 1919         | siège vacant               |                     | |
| 1919                                     | 1925         | Urbain Richard             | Républicain         | Affineur d'or et d'argent, Lyon                                                                             |
| 1925                                     | 1935 (décès) | Gabriel Perret             | Radical             | Adjoint au maire de Lyon, Président du Conseil d'arrondissement                                             |
| Oct.1935                                 | 1940         | Auguste Gineys             | Radical             | Employé de commerce à Lyon                                                                                  |
| 1940                                     |              |                            |                     | Les conseils d'arrondissement ont été suspendus par la loi du 12 octobre 1940 et n'ont jamais été réactivés |
| Les données manquantes sont à compléter. |              |                            |                     | |

- Élection partielle organisée à cause de la division du canton, et de la création des 10ème 11ème et 12ème cantons (loi du 10 avril 1914).

## Évolution démographique
| 2006   | 2011   | 2012   |
| ------ | ------ | ------ |
| 23 740 | 23 655 | 23 919 |